# Korotkaja (kulle)
Korotkaja är en kulle i Antarktis. Den ligger i Östantarktis. Australien gör anspråk på området. Toppen på Korotkaja är 104 meter över havet.
Terrängen runt Korotkaja är platt. Trakten är obefolkad. Det finns inga samhällen i närheten.